# بخش ولیژسکی
بخش ولیژسکی (به لاتین: Velizhsky District) یک منطقهٔ مسکونی در روسیه است که در استان اسمولنسک واقع شده‌است.